# بوكير وودفوكس
بوكير وودفوكس (بالإنجليزية: Booker Woodfox)‏ مواليد 6 سبتمبر 1986 في دالاس، هو لاعب كرة سلة أمريكي. بدأ مسيرته الاحترافية في سنة 2010. يلعب في دوري كندا الوطني لكرة السلة. يحمل الرقم 11. يبلغ طوله 6 قدم 1 بوصة (1.9 م). لعب مع الحكمة اللبناني في سنة 2010، ثم لعب مع تروتاموندوس دي كارابوبو في سنة 2012.

## روابط خارجية
- بوكير وودفوكس على موقع سبورتس رفرنس (الإنجليزية)
- بوكير وودفوكس على موقع كرة السلة الأوروبية.كوم (الإنجليزية)
- بوكير وودفوكس على موقع كلية كرة السلة في سبورتس رفرنس.كوم (الإنجليزية)
- بوكير وودفوكس على موقع ريلجم (الإنجليزية)
- بوكير وودفوكس على موقع بروبوليرز (الإنجليزية)
- بوكير وودفوكس على موقع سبورتس رفرنس (الإنجليزية)